# Phanagoria
Phanagoria (Oudgrieks: Φαναγόρεια, Phanagóreia; in het Nederlands ook wel
Fanagorië) was de grootste Griekse stad op het schiereiland Taman, zich strekkend over twee plateaus langs de oostelijke oever van de Straat van Kertsj, vroeger bekend als de Cimmerische Bosporus. De locatie bevindt zich op korte afstand ten westen van het dorp Sennoj in de Kraj Krasnodar, Rusland.
De stad was een groot emporium voor al het verkeer tussen de kust van de Zee van Azov en de landen aan de zuidkant van de Kaukasus. Het was de oostelijke hoofdstad van het Bosporuskoninkrijk, met Panticapaeum als de westelijke hoofdstad.
Strabo beschreef het als een belangrijke stad die vermaard was om zijn handel.

## Vroege geschiedenis

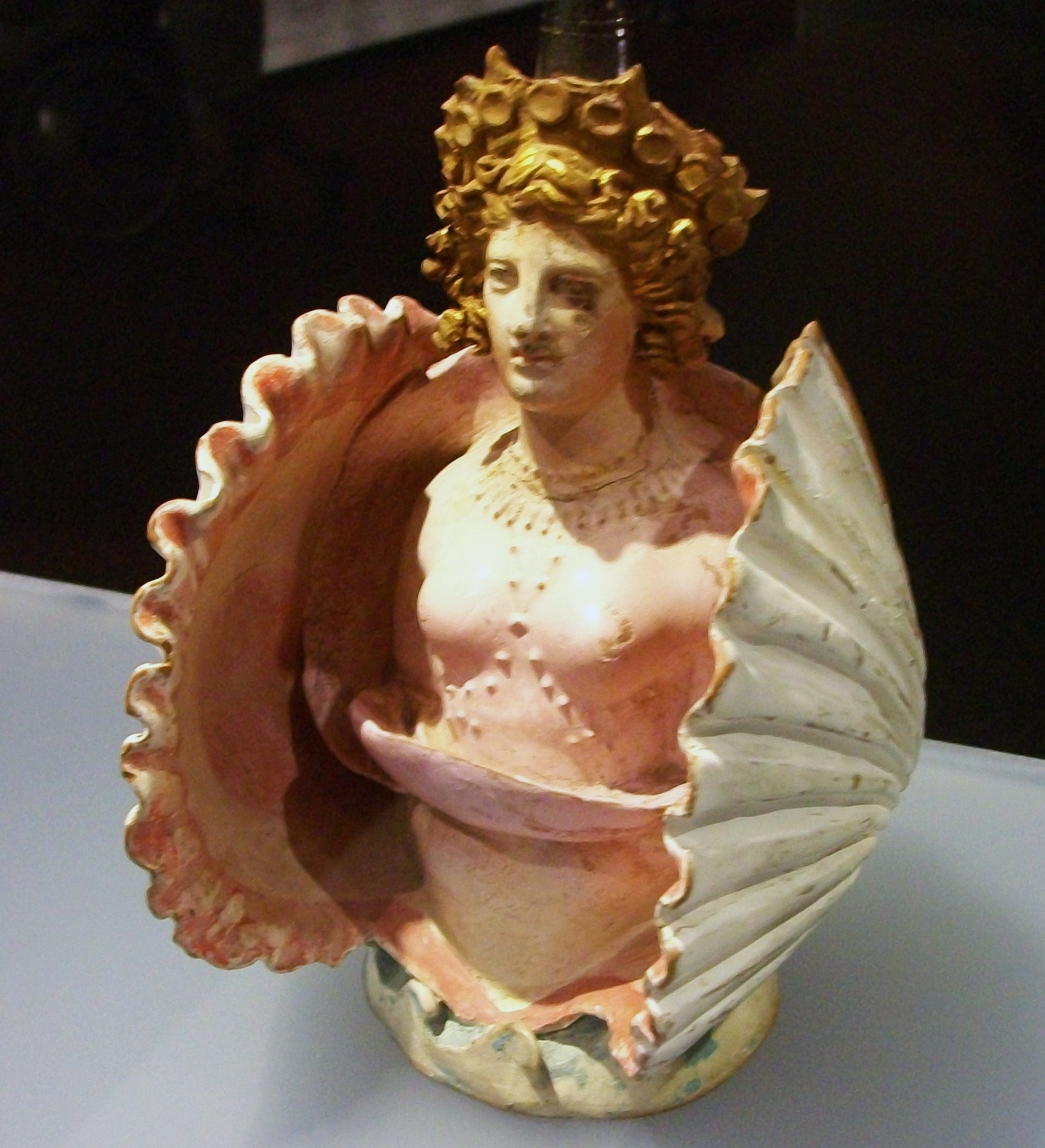
Vaatwerk in de vorm van Afrodite, gevonden in de necropolis van Phanagoria

Phanagoria werd ca. 543 v.Chr. gesticht door kolonisten uit Teos die na een conflict met Cyrus de Grote uit Anatolië vluchten. De stad werd vernoemd naar een van deze kolonisten, Phanagoras.
In de 5e eeuw v.Chr. bloeide de stad op door de handel met de Scythen en Sindi. Gelegen op een voormalig eiland in de Corocondamitisarchipel, tussen de Zwarte Zee en de Zee van Azov, besloeg het een oppervlakte van 75 hectare (190 hectare), waarvan een derde zich nu onder zee bevindt.
In het begin van de 4e eeuw v.Chr. onderwierp het zich vestigende Bosporuskoninkrijk een groot deel van van Sindica, waaronder de onafhankelijke polis Phanagoria.
Het belang van de stad steeg met de neergang van de oude hoofdstad Panticapaeum, gelegen op de andere oever van de Straat van Kertsj. In de eerste eeuwen AD werd Phanagoria het belangrijkste centrum van het koninkrijk.
Tijdens de Mithridatische oorlogen verbond de stad zich met de Romeinse Republiek en doorstond een belegering door het leger van Pharnaces II van Pontus. In Phanagoria brak de opstand tegen Mithridates VI uit, kort voor diens dood. Zijn zonen, die zich in de citadel verschansten, moesten zich overgeven aan de opstandelingen. Een inscriptie gevonden tijdens opgravingen getuigt dat koningin Dynamis Augustus eerde als "de keizer, Caesar, zoon van god, de god Augustus, heer over ieder land en de zee". Deze loyaliteit aan Rome hielp Phanagoria haar dominante positie in de regio te handhaven tot de 4e eeuw, toen het werd geplunderd en vernietigd door de binnenvallende Hunnen.

## Middeleeuwen
In de 7e eeuw had de stad zich hersteld na een eeuw van barbaarse invasies. Tussen 632 en 665 was het de hoofdstad van het Groot-Bulgaarse Rijk onder Koebrat. Nadat Asparoech de Boelgaren in westelijke richting naar de Donau leidde werd Phanagoria, althans nominaal, een Byzantijns onderdaan. In de stad was niettemin een Chazaarse tudun aanwezig, en de de facto controle rustte tot de nederlaag van Georgius Tzul in 1016 waarschijnlijk in Chazaarse handen.
In 704 vestigden de afgezette keizer Justinianus II zich met zijn vrouw Theodora, een zuster van de kan Boesir, in Phanagoria, toen beheerst door de tudun Balgatzin. Later keerde hij via Bulgarije terug naar Constantinopel.
In de 10e eeuw lijkt de stad lijkt veroverd te zijn geweest, vermoedelijk door de Roes. Hierna verloor de stad aan betekenis tegenover het naburige Tmoetarakan.
In de late Middeleeuwen werd op de ruïnes de stad Matrega gebouwd. Deze maakte deel uit van een netwerk van Genuese bezittingen langs de noordelijke Zwarte Zeekust. Tijdens de 15e eeuw was het het centrum van de bezittingen der Ghisolfi. Hierna is er op de locatie geen permanente nederzetting meer geweest.

## Opgravingen
De locatie van Phanagoria werd herontdekt in de 18e eeuw, toen marmeren sokkels met dedicaties aan Aphrodite werden gevonden. Hekataios en Strabo vermelden een lokaal heiligdom van Aphrodite als het grootste in de Zwarte Zeeregio.
Archeologisch onderzoek van de site begon in 1822, nadat soldaten een grote grafheuvel hadden geopend. Daar vonden zij een grote rijkdom aan gouden en zilveren voorwerpen, welke ze onder elkaar verdeelden.
Naast de oude stad zelf waren de archeologen geïnteresseerd in de uitgestrekte necropolis, die zich aan drie zijden van Phanagoria uitspreidde. Deze omvatten duizenden graven, vele met cipressehouten of marmeren sarcofagen, een indicatie van de welvaart van de oude bewoners.
De opgravingen in de 19e eeuw waren voor het grootste deel amateuristisch. Elk seizoen werden zo'n dozijn grafheuvels afgegraven. Enkele van de meest intrigerende vondsten werden in de jaren 1860 opgegraven uit de Bolsjaja Bliznitsa-grafheuvel, door Michael Rostovtzeff beschreven als een "vrouwelijke necropolis met drie grafkelders".
Een van de grafheuvels heeft een stenen trap die leidt naar een rechthoekige gang en de ingang naar de grafkamer (3.70 x 3.75 x 4.70 m). Gang en grafkamer worden overdekt door een gewelf met resten van beschilderingen. De muurschilderingen imiteren marmer. Aan weerszijden van de ingang van het graf bevinden zich lange steenkisten met daarin vier paarden, begraven met rijke grafgiften en paardentuig van goud en verguld brons.
In 1936 hervatte Vladimir Blavatski de opgravingen van Phanagoria. Onder de recente vondsten is een inscriptie die aantoont dat er al in AD 51 een synagoge was in Phanagoria. Onderwateronderzoek van de locatie heeft meerdere fragmenten van architectonische structuren onthuld.